# 埃文 (明尼蘇達州斯特恩斯縣)
埃文（英語：Avon）是一個位於美國明尼蘇達州斯特恩斯縣的城市。

## 人口
根據2020年美國人口普查的數據，埃文的面積為4.41平方千米，皆為陸地。當地共有人口1618人，而人口密度為每平方千米367人。